# 纪冰
纪冰（1956年—），安徽天长人，汉族，中华人民共和国政治人物、第十二届全国人民代表大会安徽地区代表。

## 生平
毕业于合肥工业大学水力水电工程建筑专业，加入中国共产党，担任安徽省水利厅厅长。2013年3月27日，安徽省第十二届人大常委会第一次会议再次任命纪冰为安徽省水利厅厅长。2008年起担任全国人大代表。2013年，被选为全国人大代表。